# Tour de Lombardie 2024
Le Tour de Lombardie 2024 (officiellement Il Lombardia) est la 118e édition de cette course cycliste masculine sur route. Il a lieu le 12 octobre 2024. Il fait partie de l'UCI World Tour 2024.
L'édition 2024 est remportée en solitaire par Tadej Pogačar. Remco Evenepoel finit à la deuxième place également en solitaire et Giulio Ciccone prend la troisième place en devançant légèrement un groupe de quatre poursuivants.
Ce Tour de Lombardie est historique pour Tadej Pogačar. Il égale ainsi le quadruplé de Fausto Coppi entre 1946 et 1949 et devient le second cycliste à réaliser l'exploit de remporter un quadruplé sur un monument. Cette quatrième victoire de sa carrière sur le Tour de Lombardie le rapproche également à une victoire du record absolu détenu également par Fausto Coppi.

## Présentation

### Parcours
Chaque année depuis 2014, RCS MediaGroup, l'organisateur de la course alterne le départ et l'arrivée entre Bergame et Côme. En 2024, le Tour de Lombardie démarre à Bergame et finit à Côme, à l'inverse de 2023. Le parcours change énormément d'une année sur l'autre avec cette alternance des villes. Même lorsqu'il est dans le même sens, quelques modifications sont apportées par rapport au précédent parcours équivalent. Chaque édition voit donc sa difficulté et son prestige évoluer .
Ce principe est atypique pour une classique aussi réputée. Le Tour de Lombardie est l'un des cinq monuments du cyclisme, avec Milan-San Remo, Tour des Flandres, Paris-Roubaix et Liège-Bastogne-Liège. Ces quatre autres monuments ont un parcours bien plus stable et ancré.
Le Tour de Lombardie 2024 initialement long de 252 kilomètres est rallongé de 3 kilomètres à la suite d'une modification de parcours liée aux intempéries. Le dénivelé du parcours est très important avec plus de 5 000 mètres et il favorise logiquement des profils de grimpeurs mais une grande partie du dénivelé est gravi en début de course. La course peut donc être plus ouverte dans cette configuration. Cependant, elle reste très difficile pour les coureurs avec des ascensions difficiles comme la dernière difficulté : le San Fermo della Battaglia long de 2,7 kilomètres à plus de 7 % franchit à seulement 5 kilomètres de l'arrivée.
Le parcours 2024 est peu moins prestigieux que par le passé car la mythique ascension du Civiglio n'est pas empruntée tandis que celle de la Madonna del Ghisallo est gravie par son versant le plus roulant au détriment de l'autre versant plus difficile et historique.

### Équipes
Vingt-cinq équipes participent au Tour de Lombardie : dix-huit WorldTeams et sept ProTeams :
| WorldTeams (18)- Alpecin-Deceuninck - Arkéa-B&B Hotels - Astana Qazaqstan Team - Bahrain Victorious - Cofidis - Decathlon-AG2R La Mondiale - EF Education-EasyPost - Groupama-FDJ - Ineos Grenadiers - Intermarché-Wanty - Lidl-Trek - Movistar Team - Red Bull-Bora-Hansgrohe - Soudal Quick-Step - Team dsm-firmenich PostNL - Team Jayco AlUla - Team Visma \| Lease a Bike - UAE Team Emirates ProTeams (7)- Team Corratec-Vini Fantini - Israel-Premier Tech - Lotto Dstny - Polti Kometa - Tudor Pro Cycling Team - Uno-X Mobility - VF Group-Bardiani CSF-Faizané |
| |

### Favoris
Le principal favori du Tour de Lombardie est Tadej Pogačar. Triple vainqueur en titre, champion du monde sur route deux semaines auparavant, vainqueur du Tour d'Émilie le week-end précédent, il est en quête d'une quatrième victoire lui permettant d'égaler le quadruplé historique de Fausto Coppi, légende du cyclisme italien, seul coureur à avoir réussi l'exploit de gagner quatre éditions du Tour de Lombardie à la suite de 1946 à 1949. 
Face à lui d'autres cyclistes de premier plan joueront la gagne. Remco Evenepoel troisième du dernier Tour de France et double champion olympique, Matteo Jorgenson dans le top 10 du dernier Tour de France, Enric Mas troisième de la dernière Vuelta et dans le top 10 des championnats du monde ou encore des grimpeurs reconnus comme Lennert Van Eetvelt ou Aleksandr Vlasov.

## Déroulement de la course[7]
Dans les 100 premiers kilomètres, qui sont les plus durs et donc les plus propices à des attaques, de nombreuses attaques eurent lieu pour former la première bonne échappée du jour. La situation à l'avant se décante dans la descente du Colle di Berbenno (troisième des huit difficultés du jour) avec un regroupement en tête de 21 coureurs issus des deux grands groupes d'échappés matinaux. 
À 90 kilomètres de l'arrivée, au pied de la cinquième difficulté de la journée, le Sella di Osigio, le peloton qui est toujours mené par l'équipe UAE Emirates accélère nettement. Au sommet de la Madonna del Ghisallo, gravit juste après le Sella di Osigio, l'écart a très nettement baissé en passant sous la barre des deux minutes. Durant cette double ascension, l'échappée se délite progressivement en perdant les coureurs les plus faibles. 
Au pied du col de Sormano, la plus grande difficulté de la journée, les échappées n'ont plus qu'une minute d'avance à 55 kilomètres de l'arrivée. Le train de l'équipe UAE Emirates redouble d'effort avec l'accélération des deux derniers hommes forts de l'équipe du champion du monde Tadej Pogačar. À l'avant, la Groupama-FDJ tente un coup avec l'attaque de Rudy Molard mais c'est Xandro Meurisse qui se détachera du groupe d'échappés pour faire la première moitié de l'ascension en tête. Il finit par être rattrapé par le peloton des favoris, de plus en plus réduit grâce à un très gros travail de Pavel Sivakov. 
Une fois les échappés repris, Tadej Pogačar attaque à 6 kilomètres du sommet, 48 kilomètres de l'arrivée, dans les pourcentages les plus durs du Col de Sormano. Seuls Remco Evenepoel, Enric Mas et Lennert Van Eetvelt arrivent à contre-attaquer tout en perdant 30 sec dans les deux kilomètres d'ascensions suivants. Pogačar franchit le Sormano avec un peu plus d'une minute d'avance sur le trio des poursuivants. Dès le début de la descente, Remco Evenepoel se détache de ses compagnons. Dans la descente et le replat avant la dernière ascension Pavel Sivakov rejoint également le duo Mas-Van Eetvelt. 
Au pied du San Fermo della Battaglia dont le sommet est à cinq kilomètres de la ligne d'arrivée, les deux premières places sont déjà acquises à Tadej Pogačar, qui a creusé une avance importante, et Remco Evenepoel. La lutte pour la troisième place est encore rude et se jouera dans la dernière bosse de la journée. Giulio Ciccone, qui revient par l'arrière dans la montée, attaque le trio de poursuivants et ne sera jamais repris. Il finit la course troisième. Dans les derniers kilomètres, Ion Izagirre parvient aussi à rejoindre le groupe des poursuivants et il remporte le sprint pour la quatrième place. Les autres se disputant le reste des places d'honneur.

## Classements

### Classement de la course
| \| Classement général \| Classement général \| Classement général \| Classement général \| Classement général \| \| Coureur \| Coureur \| Pays \| Équipe \| Temps \| \| ------------------ \| ------------------- \| ------------------ \| ----------------------------- \| ------------------ \| \| 1er \| Tadej Pogačar \| Slovénie \| UAE Team Emirates \| 6 h 04 min 58 s \| \| 2e \| Remco Evenepoel \| Belgique \| Soudal Quick-Step \| + 3 min 16 s \| \| 3e \| Giulio Ciccone \| Italie \| Lidl-Trek \| + 4 min 31 s \| \| 4e \| Ion Izagirre \| Espagne \| Cofidis \| + 4 min 34 s \| \| 5e \| Enric Mas \| Espagne \| Movistar Team \| + 4 min 34 s \| \| 6e \| Pavel Sivakov \| France \| UAE Team Emirates \| + 4 min 34 s \| \| 7e \| Lennert Van Eetvelt \| Belgique \| Lotto Dstny \| + 4 min 34 s \| \| 8e \| Neilson Powless \| États-Unis \| EF Education-EasyPost \| + 4 min 58 s \| \| 9e \| David Gaudu \| France \| Groupama-FDJ \| + 4 min 58 s \| \| 10e \| Xandro Meurisse \| Belgique \| Alpecin-Deceuninck \| + 4 min 58 s \| \| 11e \| Roger Adrià \| Espagne \| Red Bull-Bora-Hansgrohe \| + 4 min 58 s \| \| 12e \| Bauke Mollema \| Pays-Bas \| Lidl-Trek \| + 4 min 58 s \| \| 13e \| Michael Storer \| Australie \| Tudor Pro Cycling Team \| + 4 min 58 s \| \| 14e \| Giulio Pellizzari \| Italie \| VF Group-Bardiani CSF-Faizanè \| + 5 min 45 s \| \| 15e \| Thymen Arensman \| Pays-Bas \| Ineos Grenadiers \| + 7 min 06 s \| \| 16e \| Nairo Quintana \| Colombie \| Movistar Team \| + 7 min 28 s \| \| 17e \| Archie Ryan \| Irlande \| EF Education-EasyPost \| + 7 min 28 s \| \| 18e \| Lorenzo Fortunato \| Italie \| Astana Qazaqstan Team \| + 7 min 28 s \| \| 19e \| Georg Zimmermann \| Allemagne \| Intermarché-Wanty \| + 7 min 56 s \| \| 20e \| Filippo Zana \| Italie \| Team Jayco AlUla \| + 7 min 56 s \| |                     |            |                               |                 |
| |                     |            |                               |                 |
| Source : ProCyclingStats |                     |            |                               |                 |
| Classement général |                     |            |                               |                 |
| Coureur | Coureur             | Pays       | Équipe                        | Temps           |
| 1er | Tadej Pogačar       | Slovénie   | UAE Team Emirates             | 6 h 04 min 58 s |
| 2e | Remco Evenepoel     | Belgique   | Soudal Quick-Step             | + 3 min 16 s    |
| 3e | Giulio Ciccone      | Italie     | Lidl-Trek                     | + 4 min 31 s    |
| 4e | Ion Izagirre        | Espagne    | Cofidis                       | + 4 min 34 s    |
| 5e | Enric Mas           | Espagne    | Movistar Team                 | + 4 min 34 s    |
| 6e | Pavel Sivakov       | France     | UAE Team Emirates             | + 4 min 34 s    |
| 7e | Lennert Van Eetvelt | Belgique   | Lotto Dstny                   | + 4 min 34 s    |
| 8e | Neilson Powless     | États-Unis | EF Education-EasyPost         | + 4 min 58 s    |
| 9e | David Gaudu         | France     | Groupama-FDJ                  | + 4 min 58 s    |
| 10e | Xandro Meurisse     | Belgique   | Alpecin-Deceuninck            | + 4 min 58 s    |
| 11e | Roger Adrià         | Espagne    | Red Bull-Bora-Hansgrohe       | + 4 min 58 s    |
| 12e | Bauke Mollema       | Pays-Bas   | Lidl-Trek                     | + 4 min 58 s    |
| 13e | Michael Storer      | Australie  | Tudor Pro Cycling Team        | + 4 min 58 s    |
| 14e | Giulio Pellizzari   | Italie     | VF Group-Bardiani CSF-Faizanè | + 5 min 45 s    |
| 15e | Thymen Arensman     | Pays-Bas   | Ineos Grenadiers              | + 7 min 06 s    |
| 16e | Nairo Quintana      | Colombie   | Movistar Team                 | + 7 min 28 s    |
| 17e | Archie Ryan         | Irlande    | EF Education-EasyPost         | + 7 min 28 s    |
| 18e | Lorenzo Fortunato   | Italie     | Astana Qazaqstan Team         | + 7 min 28 s    |
| 19e | Georg Zimmermann    | Allemagne  | Intermarché-Wanty             | + 7 min 56 s    |
| 20e | Filippo Zana        | Italie     | Team Jayco AlUla              | + 7 min 56 s    |

### Classement UCI
La course est catégorisée de niveau 3 (les 5 « Monuments ») à l’ UCI World Tour . Les points sont attribués au Classement mondial UCI 2024 selon le barème suivant  :
| Position           | 1er | 2e  | 3e  | 4e  | 5e  | 6e  | 7e  | 8e  | 9e  | 10e | 11e | 12e | 13e | 14e | 15e | 16e à 20e | 21e à 30e | 31e à 50e | 51e à 55e | 56e à 60e |
| Classement général | 800 | 640 | 520 | 440 | 360 | 280 | 240 | 200 | 160 | 135 | 110 | 95  | 85  | 65  | 55  | 50        | 30        | 15        | 10        | 5         |

## Liste des participants
| Légende | Légende                                                                    | Légende | Légende                                                    |
| ------- | -------------------------------------------------------------------------- | ------- | ---------------------------------------------------------- |
| Num     | Dossard de départ porté par le coureur sur ce Tour de Lombardie            | Pos     | Position à l'arrivée de la course                          |
|         | Indique un maillot de champion national ou mondial, suivi de sa spécialité | NP      | Indique un coureur qui n'a pas pris le départ de la course |
| AB      | Indique un coureur qui n'a pas terminé la course                           | HD      | Indique un coureur qui a terminé la course hors des délais |

| UAE Team Emirates UAD                             | UAE Team Emirates UAD       | UAE Team Emirates UAD |
| ------------------------------------------------- | --------------------------- | --------------------- |
| Num                                               | Coureur                     | Pos                   |
| 1                                                 | Tadej Pogačar (SLO) (route) | 1er                   |
| 2                                                 | Jan Christen (SUI)          | AB                    |
| 3                                                 | Finn Fisher-Black (NZL)     | AB                    |
| 4                                                 | Marc Hirschi (SUI)          | 44e                   |
| 5                                                 | Rafał Majka (POL)           | 80e                   |
| 6                                                 | Pavel Sivakov (FRA)         | 6e                    |
| 7                                                 | Adam Yates (GBR)            | 81e                   |
| Directeur sportif : Fabrizio Guidi, Marco Marzano |                             |                       |

| Alpecin-Deceuninck ADC                                | Alpecin-Deceuninck ADC | Alpecin-Deceuninck ADC |
| ----------------------------------------------------- | ---------------------- | ---------------------- |
| Num                                                   | Coureur                | Pos                    |
| 11                                                    | Luca Vergallito (ITA)  | 68e                    |
| 12                                                    | Tobias Bayer (AUT)     | AB                     |
| 13                                                    | Nicola Conci (ITA)     | 92e                    |
| 14                                                    | Michael Gogl (AUT)     | AB                     |
| 15                                                    | Juri Hollmann (GER)    | 72e                    |
| 16                                                    | Axel Laurance (FRA)    | AB                     |
| 17                                                    | Xandro Meurisse (BEL)  | 10e                    |
| Directeur sportif : Frederik Willems, Jens Keukeleire |                        |                        |

| Arkéa-B&B Hotels ARK                            | Arkéa-B&B Hotels ARK      | Arkéa-B&B Hotels ARK |
| ----------------------------------------------- | ------------------------- | -------------------- |
| Num                                             | Coureur                   | Pos                  |
| 21                                              | Clément Champoussin (FRA) | AB                   |
| 22                                              | Anthony Delaplace (FRA)   | 94e                  |
| 23                                              | Simon Guglielmi (FRA)     | 95e                  |
| 24                                              | Laurens Huys (BEL)        | 60e                  |
| 25                                              | Łukasz Owsian (POL)       | AB                   |
| 26                                              | Michel Ries (LUX)         | 117e                 |
| 27                                              | Alessandro Verre (ITA)    | 98e                  |
| Directeur sportif : Arnaud Gérard, Maxime Bouet |                           |                      |

| Astana Qazaqstan Team AST                         | Astana Qazaqstan Team AST | Astana Qazaqstan Team AST |
| ------------------------------------------------- | ------------------------- | ------------------------- |
| Num                                               | Coureur                   | Pos                       |
| 31                                                | Lorenzo Fortunato (ITA)   | 18e                       |
| 32                                                | Samuele Battistella (ITA) | AB                        |
| 33                                                | Gianmarco Garofoli (ITA)  | 41e                       |
| 34                                                | Simone Velasco (ITA)      | 65e                       |
| 35                                                | Harold Martín López (ECU) | AB                        |
| 36                                                | Christian Scaroni (ITA)   | AB                        |
| 37                                                | Santiago Umba (COL)       | AB                        |
| Directeur sportif : Mario Manzoni, Stefano Zanini |                           |                           |

| Bahrain Victorious TBV                                   | Bahrain Victorious TBV  | Bahrain Victorious TBV |
| -------------------------------------------------------- | ----------------------- | ---------------------- |
| Num                                                      | Coureur                 | Pos                    |
| 41                                                       | Antonio Tiberi (ITA)    | AB                     |
| 42                                                       | Santiago Buitrago (COL) | 86e                    |
| 43                                                       | Damiano Caruso (ITA)    | AB                     |
| 44                                                       | Matej Mohorič (SLO)     | 111e                   |
| 45                                                       | Andrea Pasqualon (ITA)  | AB                     |
| 46                                                       | Wout Poels (NED)        | 105e                   |
| 47                                                       | Edoardo Zambanini (ITA) | 22e                    |
| Directeur sportif : Roman Kreuziger, Vladimir Miholjević |                         |                        |

| Cofidis COF                                              | Cofidis COF            | Cofidis COF |
| -------------------------------------------------------- | ---------------------- | ----------- |
| Num                                                      | Coureur                | Pos         |
| 51                                                       | Guillaume Martin (FRA) | 43e         |
| 52                                                       | Harrison Wood (GBR)    | 53e         |
| 53                                                       | Benjamin Thomas (FRA)  | AB          |
| 54                                                       | Ben Hermans (BEL)      | 78e         |
| 55                                                       | Ion Izagirre (ESP)     | 4e          |
| 56                                                       | Hugo Toumire (FRA)     | AB          |
| 57                                                       | Stefano Oldani (ITA)   | AB          |
| Directeur sportif : Roberto Damiani, Gorka Gerrikagoitia |                        |             |

| Team Corratec-Vini Fantini COR                      | Team Corratec-Vini Fantini COR | Team Corratec-Vini Fantini COR |
| --------------------------------------------------- | ------------------------------ | ------------------------------ |
| Num                                                 | Coureur                        | Pos                            |
| 61                                                  | Andrii Ponomar (UKR)           | AB                             |
| 62                                                  | Matteo Amella (ITA)            | AB                             |
| 63                                                  | Davide Baldaccini (ITA)        | 112e                           |
| 64                                                  | Valentin Darbellay (SUI)       | 104e                           |
| 65                                                  | Alessandro Iacchi (ITA)        | AB                             |
| 66                                                  | Giulio Masotto (ITA)           | AB                             |
| 67                                                  | Simone Olivero (ITA)           | AB                             |
| Directeur sportif : Serge Parsani, Marco Zamparella |                                |                                |

| Decathlon-AG2R La Mondiale DAT                  | Decathlon-AG2R La Mondiale DAT | Decathlon-AG2R La Mondiale DAT |
| ----------------------------------------------- | ------------------------------ | ------------------------------ |
| Num                                             | Coureur                        | Pos                            |
| 71                                              | Aurélien Paret-Peintre (FRA)   | 51e                            |
| 72                                              | Clément Berthet (FRA)          | 27e                            |
| 73                                              | Paul Lapeira (FRA) (route)     | AB                             |
| 74                                              | Nicolas Prodhomme (FRA)        | 79e                            |
| 75                                              | Bastien Tronchon (FRA)         | 42e                            |
| 76                                              | Lawrence Warbasse (USA)        | 34e                            |
| 77                                              | Andrea Vendrame (ITA)          | AB                             |
| Directeur sportif : Cyril Dessel, Julien Jurdie |                                |                                |

| EF Education-EasyPost EFE                         | EF Education-EasyPost EFE | EF Education-EasyPost EFE |
| ------------------------------------------------- | ------------------------- | ------------------------- |
| Num                                               | Coureur                   | Pos                       |
| 81                                                | Rui Costa (POR) (route)   | AB                        |
| 82                                                | Stefan de Bod (RSA)       | AB                        |
| 83                                                | Ben Healy (IRL)           | 49e                       |
| 84                                                | Neilson Powless (USA)     | 8e                        |
| 85                                                | Archie Ryan (IRL)         | 17e                       |
| 86                                                | James Shaw (GBR)          | AB                        |
| 87                                                | Georg Steinhauser (GER)   | AB                        |
| Directeur sportif : Tom Southam, Charles Wegelius |                           |                           |

| Groupama-FDJ GFC                                     | Groupama-FDJ GFC       | Groupama-FDJ GFC |
| ---------------------------------------------------- | ---------------------- | ---------------- |
| Num                                                  | Coureur                | Pos              |
| 91                                                   | David Gaudu (FRA)      | 9e               |
| 92                                                   | Enzo Paleni (FRA)      | 90e              |
| 93                                                   | Lorenzo Germani (ITA)  | 66e              |
| 94                                                   | Romain Grégoire (FRA)  | 32e              |
| 95                                                   | Valentin Madouas (FRA) | 62e              |
| 96                                                   | Rudy Molard (FRA)      | 25e              |
| 97                                                   | Rémy Rochas (FRA)      | 61e              |
| Directeur sportif : Thierry Bricaud, Jussi Veikkanen |                        |                  |

| Ineos Grenadiers IGD                              | Ineos Grenadiers IGD       | Ineos Grenadiers IGD |
| ------------------------------------------------- | -------------------------- | -------------------- |
| Num                                               | Coureur                    | Pos                  |
| 101                                               | Ethan Hayter (GBR) (route) | AB                   |
| 102                                               | Thymen Arensman (NED)      | 15e                  |
| 103                                               | Jonathan Castroviejo (ESP) | 59e                  |
| 104                                               | Brandon Rivera (COL)       | 101e                 |
| 105                                               | Ben Swift (GBR)            | 33e                  |
| 106                                               | Connor Swift (GBR)         | 57e                  |
| 107                                               | Ben Turner (GBR)           | 110e                 |
| Directeur sportif : Zakkari Dempster, Dario Cioni |                            |                      |

| Intermarché-Wanty IWA                                   | Intermarché-Wanty IWA           | Intermarché-Wanty IWA |
| ------------------------------------------------------- | ------------------------------- | --------------------- |
| Num                                                     | Coureur                         | Pos                   |
| 111                                                     | Georg Zimmermann (GER)          | 19e                   |
| 112                                                     | Francesco Busatto (ITA)         | 67e                   |
| 113                                                     | Vito Braet (BEL)                | 114e                  |
| 114                                                     | Roel van Sintmaartensdijk (NED) | 109e                  |
| 115                                                     | Louis Meintjes (RSA)            | 89e                   |
| 116                                                     | Simone Petilli (ITA)            | 47e                   |
| 117                                                     | Lorenzo Rota (ITA)              | 39e                   |
| Directeur sportif : Steven De Neef, Sébastien Demarbaix |                                 |                       |

| Israel-Premier Tech IPT                        | Israel-Premier Tech IPT     | Israel-Premier Tech IPT |
| ---------------------------------------------- | --------------------------- | ----------------------- |
| Num                                            | Coureur                     | Pos                     |
| 121                                            | Jakob Fuglsang (DEN)        | 54e                     |
| 122                                            | George Bennett (NZL)        | 82e                     |
| 123                                            | Marco Frigo (ITA)           | 108e                    |
| 124                                            | Krists Neilands (LAT)       | 113e                    |
| 125                                            | Nick Schultz (AUS)          | 40e                     |
| 126                                            | Dylan Teuns (BEL)           | 26e                     |
| 127                                            | Michael Woods (CAN) (route) | AB                      |
| Directeur sportif : Sam Bewley, Óscar Guerrero |                             |                         |

| Lidl-Trek LTK                                   | Lidl-Trek LTK         | Lidl-Trek LTK |
| ----------------------------------------------- | --------------------- | ------------- |
| Num                                             | Coureur               | Pos           |
| 131                                             | Bauke Mollema (NED)   | 12e           |
| 132                                             | Simone Consonni (ITA) | AB            |
| 133                                             | Julien Bernard (FRA)  | 50e           |
| 134                                             | Dario Cataldo (ITA)   | 102e          |
| 135                                             | Giulio Ciccone (ITA)  | 3e            |
| 136                                             | Jacopo Mosca (ITA)    | 106e          |
| 137                                             | Toms Skujiņš (LAT)    | 96e           |
| Directeur sportif : Grégory Rast, Adriano Baffi |                       |               |

| Lotto Dstny LTD                | Lotto Dstny LTD           | Lotto Dstny LTD |
| ------------------------------ | ------------------------- | --------------- |
| Num                            | Coureur                   | Pos             |
| 141                            | Johannes Adamietz (GER)   | 76e             |
| 142                            | Andreas Kron (DEN)        | AB              |
| 143                            | Sylvain Moniquet (BEL)    | AB              |
| 144                            | Lennert Van Eetvelt (BEL) | 7e              |
| 145                            | Henri Vandenabeele (BEL)  | AB              |
| 146                            | Harm Vanhoucke (BEL)      | AB              |
| 147                            | Jacopo Guarnieri (ITA)    | AB              |
| Directeur sportif : Dirk Demol |                           |                 |

| Movistar Team MOV                                                   | Movistar Team MOV       | Movistar Team MOV |
| ------------------------------------------------------------------- | ----------------------- | ----------------- |
| Num                                                                 | Coureur                 | Pos               |
| 151                                                                 | Enric Mas (ESP)         | 5e                |
| 152                                                                 | William Barta (USA)     | AB                |
| 153                                                                 | Davide Formolo (ITA)    | 64e               |
| 154                                                                 | Gregor Mühlberger (AUT) | 87e               |
| 155                                                                 | Nairo Quintana (COL)    | 16e               |
| 156                                                                 | Einer Rubio (COL)       | 48e               |
| 157                                                                 | Pelayo Sánchez (ESP)    | AB                |
| Directeur sportif : Maximilian Sciandri, José Vicente García Acosta |                         |                   |

| Red Bull-Bora-Hansgrohe RBH                           | Red Bull-Bora-Hansgrohe RBH | Red Bull-Bora-Hansgrohe RBH |
| ----------------------------------------------------- | --------------------------- | --------------------------- |
| Num                                                   | Coureur                     | Pos                         |
| 161                                                   | Jai Hindley (AUS)           | 24e                         |
| 162                                                   | Roger Adrià (ESP)           | 11e                         |
| 163                                                   | Sergio Higuita (COL)        | 85e                         |
| 164                                                   | Bob Jungels (LUX)           | AB                          |
| 165                                                   | Florian Lipowitz (GER)      | AB                          |
| 166                                                   | Daniel Martínez (COL)       | 29e                         |
| 167                                                   | Aleksandr Vlasov (RUS)      | 45e                         |
| Directeur sportif : Bernhard Eisel, Enrico Gasparotto |                             |                             |

| Soudal Quick-Step SOQ                              | Soudal Quick-Step SOQ   | Soudal Quick-Step SOQ |
| -------------------------------------------------- | ----------------------- | --------------------- |
| Num                                                | Coureur                 | Pos                   |
| 171                                                | Remco Evenepoel (BEL)   | 2e                    |
| 172                                                | Mattia Cattaneo (ITA)   | 63e                   |
| 173                                                | Junior Lecerf (BEL)     | 99e                   |
| 174                                                | Fausto Masnada (ITA)    | 107e                  |
| 175                                                | Pieter Serry (BEL)      | AB                    |
| 176                                                | Gil Gelders (BEL)       | AB                    |
| 177                                                | Mauri Vansevenant (BEL) | 56e                   |
| Directeur sportif : Klaas Lodewyck, Davide Bramati |                         |                       |

| Team dsm-firmenich PostNL DFP    | Team dsm-firmenich PostNL DFP | Team dsm-firmenich PostNL DFP |
| -------------------------------- | ----------------------------- | ----------------------------- |
| Num                              | Coureur                       | Pos                           |
| 181                              | Romain Bardet (FRA)           | AB                            |
| 182                              | Warren Barguil (FRA)          | 31e                           |
| 183                              | Romain Combaud (FRA)          | 71e                           |
| 184                              | Chris Hamilton (AUS)          | 70e                           |
| 185                              | Gijs Leemreize (NED)          | 73e                           |
| 186                              | Martijn Tusveld (NED)         | 69e                           |
| 187                              | Kevin Vermaerke (USA)         | 23e                           |
| Directeur sportif : Pim Ligthart |                               |                               |

| Team Jayco AlUla JAY                               | Team Jayco AlUla JAY          | Team Jayco AlUla JAY |
| -------------------------------------------------- | ----------------------------- | -------------------- |
| Num                                                | Coureur                       | Pos                  |
| 191                                                | Simon Yates (GBR)             | 84e                  |
| 192                                                | Alessandro De Marchi (ITA)    | 119e                 |
| 193                                                | Davide De Pretto (ITA)        | 35e                  |
| 194                                                | Eddie Dunbar (IRL)            | 30e                  |
| 195                                                | Christopher Juul Jensen (DEN) | 116e                 |
| 196                                                | Jesús David Peña (COL)        | AB                   |
| 197                                                | Filippo Zana (ITA)            | 20e                  |
| Directeur sportif : Valerio Piva, David McPartland |                               |                      |

| Team Polti Kometa PTK                                | Team Polti Kometa PTK    | Team Polti Kometa PTK |
| ---------------------------------------------------- | ------------------------ | --------------------- |
| Num                                                  | Coureur                  | Pos                   |
| 201                                                  | Davide Piganzoli (ITA)   | 28e                   |
| 202                                                  | Mattia Bais (ITA)        | 36e                   |
| 203                                                  | Davide De Cassan (ITA)   | AB                    |
| 204                                                  | Matteo Fabbro (ITA)      | AB                    |
| 205                                                  | Andrea Garosio (ITA)     | AB                    |
| 206                                                  | Germán Darío Gómez (COL) | AB                    |
| 207                                                  | Fernando Tercero (ESP)   | AB                    |
| Directeur sportif : Stefano Zanatta, Giovanni Ellena |                          |                       |

| Team Visma \| Lease a Bike TVL                      | Team Visma \| Lease a Bike TVL | Team Visma \| Lease a Bike TVL |
| --------------------------------------------------- | ------------------------------ | ------------------------------ |
| Num                                                 | Coureur                        | Pos                            |
| 211                                                 | Matteo Jorgenson (USA)         | AB                             |
| 212                                                 | Tiesj Benoot (BEL)             | 58e                            |
| 213                                                 | Wilco Kelderman (NED)          | 21e                            |
| 214                                                 | Steven Kruijswijk (NED)        | 88e                            |
| 215                                                 | Bart Lemmen (NED)              | 93e                            |
| 216                                                 | Jan Tratnik (SLO)              | AB                             |
| 217                                                 | Attila Valter (HUN) (route)    | 46e                            |
| Directeur sportif : Addy Engels, Michal Szyszkowski |                                |                                |

| Tudor Pro Cycling Team TUD                        | Tudor Pro Cycling Team TUD | Tudor Pro Cycling Team TUD |
| ------------------------------------------------- | -------------------------- | -------------------------- |
| Num                                               | Coureur                    | Pos                        |
| 221                                               | Michael Storer (AUS)       | 13e                        |
| 222                                               | Marco Brenner (GER)        | AB                         |
| 223                                               | Roland Thalmann (SUI)      | 115e                       |
| 224                                               | Florian Stork (GER)        | 74e                        |
| 225                                               | Yannis Voisard (SUI)       | AB                         |
| 226                                               | Hannes Wilksch (GER)       | 91e                        |
| 227                                               | Luc Wirtgen (LUX)          | AB                         |
| Directeur sportif : Matteo Tosatto, Claudio Cozzi |                            |                            |

| Uno-X Mobility UXM                | Uno-X Mobility UXM         | Uno-X Mobility UXM |
| --------------------------------- | -------------------------- | ------------------ |
| Num                               | Coureur                    | Pos                |
| 231                               | Tobias Johannessen (NOR)   | 97e                |
| 232                               | Idar Andersen (NOR)        | 83e                |
| 233                               | Odd Christian Eiking (NOR) | 37e                |
| 234                               | Ådne Holter (NOR)          | AB                 |
| 235                               | Anders Johannessen (NOR)   | 118e               |
| 236                               | Johannes Kulset (NOR)      | 55e                |
| 237                               | Andreas Leknessund (NOR)   | 77e                |
| Directeur sportif : Gabriel Rasch |                            |                    |

| VF Group-Bardiani CSF-Faizanè VBF                    | VF Group-Bardiani CSF-Faizanè VBF | VF Group-Bardiani CSF-Faizanè VBF |
| ---------------------------------------------------- | --------------------------------- | --------------------------------- |
| Num                                                  | Coureur                           | Pos                               |
| 241                                                  | Domenico Pozzovivo (ITA)          | 38e                               |
| 242                                                  | Luca Covili (ITA)                 | 52e                               |
| 243                                                  | Alessio Martinelli (ITA)          | 103e                              |
| 244                                                  | Giulio Pellizzari (ITA)           | 14e                               |
| 245                                                  | Alessandro Pinarello (ITA)        | AB                                |
| 246                                                  | Matteo Scalco (ITA)               | 100e                              |
| 247                                                  | Alessandro Tonelli (ITA)          | 75e                               |
| Directeur sportif : Roberto Reverberi, Mirko Rossato |                                   |                                   |

| UAE Team Emirates UAD                             | UAE Team Emirates UAD       | UAE Team Emirates UAD |
| ------------------------------------------------- | --------------------------- | --------------------- |
| Num                                               | Coureur                     | Pos                   |
| 1                                                 | Tadej Pogačar (SLO) (route) | 1er                   |
| 2                                                 | Jan Christen (SUI)          | AB                    |
| 3                                                 | Finn Fisher-Black (NZL)     | AB                    |
| 4                                                 | Marc Hirschi (SUI)          | 44e                   |
| 5                                                 | Rafał Majka (POL)           | 80e                   |
| 6                                                 | Pavel Sivakov (FRA)         | 6e                    |
| 7                                                 | Adam Yates (GBR)            | 81e                   |
| Directeur sportif : Fabrizio Guidi, Marco Marzano |                             |                       |

| Alpecin-Deceuninck ADC                                | Alpecin-Deceuninck ADC | Alpecin-Deceuninck ADC |
| ----------------------------------------------------- | ---------------------- | ---------------------- |
| Num                                                   | Coureur                | Pos                    |
| 11                                                    | Luca Vergallito (ITA)  | 68e                    |
| 12                                                    | Tobias Bayer (AUT)     | AB                     |
| 13                                                    | Nicola Conci (ITA)     | 92e                    |
| 14                                                    | Michael Gogl (AUT)     | AB                     |
| 15                                                    | Juri Hollmann (GER)    | 72e                    |
| 16                                                    | Axel Laurance (FRA)    | AB                     |
| 17                                                    | Xandro Meurisse (BEL)  | 10e                    |
| Directeur sportif : Frederik Willems, Jens Keukeleire |                        |                        |

| Arkéa-B&B Hotels ARK                            | Arkéa-B&B Hotels ARK      | Arkéa-B&B Hotels ARK |
| ----------------------------------------------- | ------------------------- | -------------------- |
| Num                                             | Coureur                   | Pos                  |
| 21                                              | Clément Champoussin (FRA) | AB                   |
| 22                                              | Anthony Delaplace (FRA)   | 94e                  |
| 23                                              | Simon Guglielmi (FRA)     | 95e                  |
| 24                                              | Laurens Huys (BEL)        | 60e                  |
| 25                                              | Łukasz Owsian (POL)       | AB                   |
| 26                                              | Michel Ries (LUX)         | 117e                 |
| 27                                              | Alessandro Verre (ITA)    | 98e                  |
| Directeur sportif : Arnaud Gérard, Maxime Bouet |                           |                      |

| Astana Qazaqstan Team AST                         | Astana Qazaqstan Team AST | Astana Qazaqstan Team AST |
| ------------------------------------------------- | ------------------------- | ------------------------- |
| Num                                               | Coureur                   | Pos                       |
| 31                                                | Lorenzo Fortunato (ITA)   | 18e                       |
| 32                                                | Samuele Battistella (ITA) | AB                        |
| 33                                                | Gianmarco Garofoli (ITA)  | 41e                       |
| 34                                                | Simone Velasco (ITA)      | 65e                       |
| 35                                                | Harold Martín López (ECU) | AB                        |
| 36                                                | Christian Scaroni (ITA)   | AB                        |
| 37                                                | Santiago Umba (COL)       | AB                        |
| Directeur sportif : Mario Manzoni, Stefano Zanini |                           |                           |

| Bahrain Victorious TBV                                   | Bahrain Victorious TBV  | Bahrain Victorious TBV |
| -------------------------------------------------------- | ----------------------- | ---------------------- |
| Num                                                      | Coureur                 | Pos                    |
| 41                                                       | Antonio Tiberi (ITA)    | AB                     |
| 42                                                       | Santiago Buitrago (COL) | 86e                    |
| 43                                                       | Damiano Caruso (ITA)    | AB                     |
| 44                                                       | Matej Mohorič (SLO)     | 111e                   |
| 45                                                       | Andrea Pasqualon (ITA)  | AB                     |
| 46                                                       | Wout Poels (NED)        | 105e                   |
| 47                                                       | Edoardo Zambanini (ITA) | 22e                    |
| Directeur sportif : Roman Kreuziger, Vladimir Miholjević |                         |                        |

| Cofidis COF                                              | Cofidis COF            | Cofidis COF |
| -------------------------------------------------------- | ---------------------- | ----------- |
| Num                                                      | Coureur                | Pos         |
| 51                                                       | Guillaume Martin (FRA) | 43e         |
| 52                                                       | Harrison Wood (GBR)    | 53e         |
| 53                                                       | Benjamin Thomas (FRA)  | AB          |
| 54                                                       | Ben Hermans (BEL)      | 78e         |
| 55                                                       | Ion Izagirre (ESP)     | 4e          |
| 56                                                       | Hugo Toumire (FRA)     | AB          |
| 57                                                       | Stefano Oldani (ITA)   | AB          |
| Directeur sportif : Roberto Damiani, Gorka Gerrikagoitia |                        |             |

| Team Corratec-Vini Fantini COR                      | Team Corratec-Vini Fantini COR | Team Corratec-Vini Fantini COR |
| --------------------------------------------------- | ------------------------------ | ------------------------------ |
| Num                                                 | Coureur                        | Pos                            |
| 61                                                  | Andrii Ponomar (UKR)           | AB                             |
| 62                                                  | Matteo Amella (ITA)            | AB                             |
| 63                                                  | Davide Baldaccini (ITA)        | 112e                           |
| 64                                                  | Valentin Darbellay (SUI)       | 104e                           |
| 65                                                  | Alessandro Iacchi (ITA)        | AB                             |
| 66                                                  | Giulio Masotto (ITA)           | AB                             |
| 67                                                  | Simone Olivero (ITA)           | AB                             |
| Directeur sportif : Serge Parsani, Marco Zamparella |                                |                                |

| Decathlon-AG2R La Mondiale DAT                  | Decathlon-AG2R La Mondiale DAT | Decathlon-AG2R La Mondiale DAT |
| ----------------------------------------------- | ------------------------------ | ------------------------------ |
| Num                                             | Coureur                        | Pos                            |
| 71                                              | Aurélien Paret-Peintre (FRA)   | 51e                            |
| 72                                              | Clément Berthet (FRA)          | 27e                            |
| 73                                              | Paul Lapeira (FRA) (route)     | AB                             |
| 74                                              | Nicolas Prodhomme (FRA)        | 79e                            |
| 75                                              | Bastien Tronchon (FRA)         | 42e                            |
| 76                                              | Lawrence Warbasse (USA)        | 34e                            |
| 77                                              | Andrea Vendrame (ITA)          | AB                             |
| Directeur sportif : Cyril Dessel, Julien Jurdie |                                |                                |

| EF Education-EasyPost EFE                         | EF Education-EasyPost EFE | EF Education-EasyPost EFE |
| ------------------------------------------------- | ------------------------- | ------------------------- |
| Num                                               | Coureur                   | Pos                       |
| 81                                                | Rui Costa (POR) (route)   | AB                        |
| 82                                                | Stefan de Bod (RSA)       | AB                        |
| 83                                                | Ben Healy (IRL)           | 49e                       |
| 84                                                | Neilson Powless (USA)     | 8e                        |
| 85                                                | Archie Ryan (IRL)         | 17e                       |
| 86                                                | James Shaw (GBR)          | AB                        |
| 87                                                | Georg Steinhauser (GER)   | AB                        |
| Directeur sportif : Tom Southam, Charles Wegelius |                           |                           |

| Groupama-FDJ GFC                                     | Groupama-FDJ GFC       | Groupama-FDJ GFC |
| ---------------------------------------------------- | ---------------------- | ---------------- |
| Num                                                  | Coureur                | Pos              |
| 91                                                   | David Gaudu (FRA)      | 9e               |
| 92                                                   | Enzo Paleni (FRA)      | 90e              |
| 93                                                   | Lorenzo Germani (ITA)  | 66e              |
| 94                                                   | Romain Grégoire (FRA)  | 32e              |
| 95                                                   | Valentin Madouas (FRA) | 62e              |
| 96                                                   | Rudy Molard (FRA)      | 25e              |
| 97                                                   | Rémy Rochas (FRA)      | 61e              |
| Directeur sportif : Thierry Bricaud, Jussi Veikkanen |                        |                  |

| Ineos Grenadiers IGD                              | Ineos Grenadiers IGD       | Ineos Grenadiers IGD |
| ------------------------------------------------- | -------------------------- | -------------------- |
| Num                                               | Coureur                    | Pos                  |
| 101                                               | Ethan Hayter (GBR) (route) | AB                   |
| 102                                               | Thymen Arensman (NED)      | 15e                  |
| 103                                               | Jonathan Castroviejo (ESP) | 59e                  |
| 104                                               | Brandon Rivera (COL)       | 101e                 |
| 105                                               | Ben Swift (GBR)            | 33e                  |
| 106                                               | Connor Swift (GBR)         | 57e                  |
| 107                                               | Ben Turner (GBR)           | 110e                 |
| Directeur sportif : Zakkari Dempster, Dario Cioni |                            |                      |

| Intermarché-Wanty IWA                                   | Intermarché-Wanty IWA           | Intermarché-Wanty IWA |
| ------------------------------------------------------- | ------------------------------- | --------------------- |
| Num                                                     | Coureur                         | Pos                   |
| 111                                                     | Georg Zimmermann (GER)          | 19e                   |
| 112                                                     | Francesco Busatto (ITA)         | 67e                   |
| 113                                                     | Vito Braet (BEL)                | 114e                  |
| 114                                                     | Roel van Sintmaartensdijk (NED) | 109e                  |
| 115                                                     | Louis Meintjes (RSA)            | 89e                   |
| 116                                                     | Simone Petilli (ITA)            | 47e                   |
| 117                                                     | Lorenzo Rota (ITA)              | 39e                   |
| Directeur sportif : Steven De Neef, Sébastien Demarbaix |                                 |                       |

| Israel-Premier Tech IPT                        | Israel-Premier Tech IPT     | Israel-Premier Tech IPT |
| ---------------------------------------------- | --------------------------- | ----------------------- |
| Num                                            | Coureur                     | Pos                     |
| 121                                            | Jakob Fuglsang (DEN)        | 54e                     |
| 122                                            | George Bennett (NZL)        | 82e                     |
| 123                                            | Marco Frigo (ITA)           | 108e                    |
| 124                                            | Krists Neilands (LAT)       | 113e                    |
| 125                                            | Nick Schultz (AUS)          | 40e                     |
| 126                                            | Dylan Teuns (BEL)           | 26e                     |
| 127                                            | Michael Woods (CAN) (route) | AB                      |
| Directeur sportif : Sam Bewley, Óscar Guerrero |                             |                         |

| Lidl-Trek LTK                                   | Lidl-Trek LTK         | Lidl-Trek LTK |
| ----------------------------------------------- | --------------------- | ------------- |
| Num                                             | Coureur               | Pos           |
| 131                                             | Bauke Mollema (NED)   | 12e           |
| 132                                             | Simone Consonni (ITA) | AB            |
| 133                                             | Julien Bernard (FRA)  | 50e           |
| 134                                             | Dario Cataldo (ITA)   | 102e          |
| 135                                             | Giulio Ciccone (ITA)  | 3e            |
| 136                                             | Jacopo Mosca (ITA)    | 106e          |
| 137                                             | Toms Skujiņš (LAT)    | 96e           |
| Directeur sportif : Grégory Rast, Adriano Baffi |                       |               |

| Lotto Dstny LTD                | Lotto Dstny LTD           | Lotto Dstny LTD |
| ------------------------------ | ------------------------- | --------------- |
| Num                            | Coureur                   | Pos             |
| 141                            | Johannes Adamietz (GER)   | 76e             |
| 142                            | Andreas Kron (DEN)        | AB              |
| 143                            | Sylvain Moniquet (BEL)    | AB              |
| 144                            | Lennert Van Eetvelt (BEL) | 7e              |
| 145                            | Henri Vandenabeele (BEL)  | AB              |
| 146                            | Harm Vanhoucke (BEL)      | AB              |
| 147                            | Jacopo Guarnieri (ITA)    | AB              |
| Directeur sportif : Dirk Demol |                           |                 |

| Movistar Team MOV                                                   | Movistar Team MOV       | Movistar Team MOV |
| ------------------------------------------------------------------- | ----------------------- | ----------------- |
| Num                                                                 | Coureur                 | Pos               |
| 151                                                                 | Enric Mas (ESP)         | 5e                |
| 152                                                                 | William Barta (USA)     | AB                |
| 153                                                                 | Davide Formolo (ITA)    | 64e               |
| 154                                                                 | Gregor Mühlberger (AUT) | 87e               |
| 155                                                                 | Nairo Quintana (COL)    | 16e               |
| 156                                                                 | Einer Rubio (COL)       | 48e               |
| 157                                                                 | Pelayo Sánchez (ESP)    | AB                |
| Directeur sportif : Maximilian Sciandri, José Vicente García Acosta |                         |                   |

| Red Bull-Bora-Hansgrohe RBH                           | Red Bull-Bora-Hansgrohe RBH | Red Bull-Bora-Hansgrohe RBH |
| ----------------------------------------------------- | --------------------------- | --------------------------- |
| Num                                                   | Coureur                     | Pos                         |
| 161                                                   | Jai Hindley (AUS)           | 24e                         |
| 162                                                   | Roger Adrià (ESP)           | 11e                         |
| 163                                                   | Sergio Higuita (COL)        | 85e                         |
| 164                                                   | Bob Jungels (LUX)           | AB                          |
| 165                                                   | Florian Lipowitz (GER)      | AB                          |
| 166                                                   | Daniel Martínez (COL)       | 29e                         |
| 167                                                   | Aleksandr Vlasov (RUS)      | 45e                         |
| Directeur sportif : Bernhard Eisel, Enrico Gasparotto |                             |                             |

| Soudal Quick-Step SOQ                              | Soudal Quick-Step SOQ   | Soudal Quick-Step SOQ |
| -------------------------------------------------- | ----------------------- | --------------------- |
| Num                                                | Coureur                 | Pos                   |
| 171                                                | Remco Evenepoel (BEL)   | 2e                    |
| 172                                                | Mattia Cattaneo (ITA)   | 63e                   |
| 173                                                | Junior Lecerf (BEL)     | 99e                   |
| 174                                                | Fausto Masnada (ITA)    | 107e                  |
| 175                                                | Pieter Serry (BEL)      | AB                    |
| 176                                                | Gil Gelders (BEL)       | AB                    |
| 177                                                | Mauri Vansevenant (BEL) | 56e                   |
| Directeur sportif : Klaas Lodewyck, Davide Bramati |                         |                       |

| Team dsm-firmenich PostNL DFP    | Team dsm-firmenich PostNL DFP | Team dsm-firmenich PostNL DFP |
| -------------------------------- | ----------------------------- | ----------------------------- |
| Num                              | Coureur                       | Pos                           |
| 181                              | Romain Bardet (FRA)           | AB                            |
| 182                              | Warren Barguil (FRA)          | 31e                           |
| 183                              | Romain Combaud (FRA)          | 71e                           |
| 184                              | Chris Hamilton (AUS)          | 70e                           |
| 185                              | Gijs Leemreize (NED)          | 73e                           |
| 186                              | Martijn Tusveld (NED)         | 69e                           |
| 187                              | Kevin Vermaerke (USA)         | 23e                           |
| Directeur sportif : Pim Ligthart |                               |                               |

| Team Jayco AlUla JAY                               | Team Jayco AlUla JAY          | Team Jayco AlUla JAY |
| -------------------------------------------------- | ----------------------------- | -------------------- |
| Num                                                | Coureur                       | Pos                  |
| 191                                                | Simon Yates (GBR)             | 84e                  |
| 192                                                | Alessandro De Marchi (ITA)    | 119e                 |
| 193                                                | Davide De Pretto (ITA)        | 35e                  |
| 194                                                | Eddie Dunbar (IRL)            | 30e                  |
| 195                                                | Christopher Juul Jensen (DEN) | 116e                 |
| 196                                                | Jesús David Peña (COL)        | AB                   |
| 197                                                | Filippo Zana (ITA)            | 20e                  |
| Directeur sportif : Valerio Piva, David McPartland |                               |                      |

| Team Polti Kometa PTK                                | Team Polti Kometa PTK    | Team Polti Kometa PTK |
| ---------------------------------------------------- | ------------------------ | --------------------- |
| Num                                                  | Coureur                  | Pos                   |
| 201                                                  | Davide Piganzoli (ITA)   | 28e                   |
| 202                                                  | Mattia Bais (ITA)        | 36e                   |
| 203                                                  | Davide De Cassan (ITA)   | AB                    |
| 204                                                  | Matteo Fabbro (ITA)      | AB                    |
| 205                                                  | Andrea Garosio (ITA)     | AB                    |
| 206                                                  | Germán Darío Gómez (COL) | AB                    |
| 207                                                  | Fernando Tercero (ESP)   | AB                    |
| Directeur sportif : Stefano Zanatta, Giovanni Ellena |                          |                       |

| Team Visma \| Lease a Bike TVL                      | Team Visma \| Lease a Bike TVL | Team Visma \| Lease a Bike TVL |
| --------------------------------------------------- | ------------------------------ | ------------------------------ |
| Num                                                 | Coureur                        | Pos                            |
| 211                                                 | Matteo Jorgenson (USA)         | AB                             |
| 212                                                 | Tiesj Benoot (BEL)             | 58e                            |
| 213                                                 | Wilco Kelderman (NED)          | 21e                            |
| 214                                                 | Steven Kruijswijk (NED)        | 88e                            |
| 215                                                 | Bart Lemmen (NED)              | 93e                            |
| 216                                                 | Jan Tratnik (SLO)              | AB                             |
| 217                                                 | Attila Valter (HUN) (route)    | 46e                            |
| Directeur sportif : Addy Engels, Michal Szyszkowski |                                |                                |

| Tudor Pro Cycling Team TUD                        | Tudor Pro Cycling Team TUD | Tudor Pro Cycling Team TUD |
| ------------------------------------------------- | -------------------------- | -------------------------- |
| Num                                               | Coureur                    | Pos                        |
| 221                                               | Michael Storer (AUS)       | 13e                        |
| 222                                               | Marco Brenner (GER)        | AB                         |
| 223                                               | Roland Thalmann (SUI)      | 115e                       |
| 224                                               | Florian Stork (GER)        | 74e                        |
| 225                                               | Yannis Voisard (SUI)       | AB                         |
| 226                                               | Hannes Wilksch (GER)       | 91e                        |
| 227                                               | Luc Wirtgen (LUX)          | AB                         |
| Directeur sportif : Matteo Tosatto, Claudio Cozzi |                            |                            |

| Uno-X Mobility UXM                | Uno-X Mobility UXM         | Uno-X Mobility UXM |
| --------------------------------- | -------------------------- | ------------------ |
| Num                               | Coureur                    | Pos                |
| 231                               | Tobias Johannessen (NOR)   | 97e                |
| 232                               | Idar Andersen (NOR)        | 83e                |
| 233                               | Odd Christian Eiking (NOR) | 37e                |
| 234                               | Ådne Holter (NOR)          | AB                 |
| 235                               | Anders Johannessen (NOR)   | 118e               |
| 236                               | Johannes Kulset (NOR)      | 55e                |
| 237                               | Andreas Leknessund (NOR)   | 77e                |
| Directeur sportif : Gabriel Rasch |                            |                    |

| VF Group-Bardiani CSF-Faizanè VBF                    | VF Group-Bardiani CSF-Faizanè VBF | VF Group-Bardiani CSF-Faizanè VBF |
| ---------------------------------------------------- | --------------------------------- | --------------------------------- |
| Num                                                  | Coureur                           | Pos                               |
| 241                                                  | Domenico Pozzovivo (ITA)          | 38e                               |
| 242                                                  | Luca Covili (ITA)                 | 52e                               |
| 243                                                  | Alessio Martinelli (ITA)          | 103e                              |
| 244                                                  | Giulio Pellizzari (ITA)           | 14e                               |
| 245                                                  | Alessandro Pinarello (ITA)        | AB                                |
| 246                                                  | Matteo Scalco (ITA)               | 100e                              |
| 247                                                  | Alessandro Tonelli (ITA)          | 75e                               |
| Directeur sportif : Roberto Reverberi, Mirko Rossato |                                   |                                   |